# هنري كلاي
هنري كلاي (بالإنجليزية: Henry Clay) (12 أبريل 1777 - 29 يونيو 1852) هو محامي ومزارع ورجل دولة وخطيب أمريكي مثل كنتاكي في مجلس الشيوخ ومجلس النواب. كان كلاي رئيس مجلس النواب لثلاث فترات متتالية، وساعد في انتخاب جون كوينسي آدمز رئيسا، وعينه آدمز بعد ذلك كوزير للخارجية. خدم كلاي أربع فترات منفصلة في مجلس الشيوخ، بما في ذلك من 1831 إلى 1842 ومن 1849 إلى 1852. ترشح للرئاسة في انتخابات 1824 و1832 و1844، وسعى دون نجاح ليترشح عن حزبه في انتخابات 1840 و1848. كان كلاي أحد من حفنة من القادة الوطنيين المركزيين من 1811 إلى خمسينات القرن التاسع عشر، حيث حدد القضايا، واقترح الحلول القومية، وأنشأ حزب الويغ، أحد الطرفين الرئيسيين خلال نظام الحزب الثاني.
ولد كلاي في مقاطعة هانوفر بولاية فرجينيا في عام 1777، ولكنه انتقل إلى ليكسينغتون، كنتاكي في عام 1797. بدأ عمله في القانون وفاز بانتخابات المجلس التشريعي للولاية كجمهوري ديمقراطي. انتقل كلاي إلى الساحة الوطنية بعد أن خدم فترتين قصيرتين في مجلس الشيوخ، وانتخب في مجلس النواب في عام 1810؛ انتخب فورا كرئيس لمجلس النواب. وهو من أبرز أنصار الحرب، وساعد قيادة الكونغرس في إعلان حرب 1812 ضد بريطانيا بشأن انتهاكها للشرف الأمريكي. في عام 1814، ساعد كلاي في التفاوض على معاهدة غنت، التي أنهت هذه الحرب. وضع كلاي بعدها نظامه الأمريكي، والذي دعا فيه إلى زيادة التعريفات الجمركية لتعزيز الصناعة في الولايات المتحدة وتمويل البنية التحتية عن طريق التمويلات الفدرالية. وساعد في تأسيس بنك وطني قوي ودافع عنه ضد هجوم الرئيس أندرو جاكسون. فشل كلاي في انتخابات الرئاسة عام 1824، ثم ساعد آدامز على الفوز بانتخابات الوحدة عام 1824 في مجلس النواب. أدان جاكسون دور كلاي في انتصار آدامز، وكذلك تعيين كلاي لاحقا كوزير للخارجية، واصفا العملية بأنها «صفقة فاسدة».
عاد كلاي إلى مجلس الشيوخ في عام 1831. وواصل الدعوة إلى نظامه الأمريكي، وحشد المعارضة ضد الرئيس جاكسون وحزبه الديمقراطي الجديد. عارض جاكسون التحسينات الداخلية المدعومة من الحكومة الاتحادية وبنك وطني على أنها تهديد لحقوق الولايات، كما استخدم الرئيس حق النقض لإحباط مقترحات كلاي. ترشح كلاي في عام 1832 للرئاسة كمرشح للحزب الجمهوري الوطني وخسر أمام جاكسون. اتحد الجمهوريون الوطنيون بعد الانتخابات مع معارضي جاكسون الآخرين لتشكيل حزب الويغ، الذي ظل أحد أهم الحزبين السياسيين في البلاد في زمن وفاة كلاي. فاز كلاي بترشيح حزب الويغ في انتخابات عام 1844. عارض كلاي ضم تكساس، ويعود هذا جزئيا بسبب مخاوفه من أن يؤدي هذا إلى إشعال قضية الرق، وهو ما أضر بحملته، وفاز الديمقراطي جيمس بولك بالانتخابات. كما عارض الحرب المكسيكية الأمريكية، والتي نتجت جزئيا عن ضم تكساس. عاد كلاي إلى مجلس الشيوخ لولاية أخيرة، حيث ساعد في التوصل إلى حل توفيقي حول حالة الرق في الأراضي المكسيكية التي أخذت في الحرب.
عرف كلاي بلقب «المساوم العظيم»، حيث توسط في اتفاقات هامة خلال أزمة الإلغاء وعلى مسألة الرق. وكان جزءا من «الثلاثي العظيم» إلى جانب مع زميليه دانيال وبستر وجون كالهون، كان له دور فعال في صياغة تسوية ميزوري عام 1820، والتعرفة الوسطية لعام 1833، وتسوية عام 1850 التي خففت التوترات الجهوية. وكان ينظر إليه على أنه الممثل الرئيسي للمصالح الغربية في هذه المجموعة، وأطلقت عليه ألقاب مثل «هاري الغربي» و «نجمة الغرب». وبصفته صاحب مزرعة، كان كلاي مالك عبيد، ولكن أعتقهم في وصيته.

## روابط خارجية
- هنري كلاي على موقع الموسوعة البريطانية (الإنجليزية)
- هنري كلاي على موقع ميوزك برينز (الإنجليزية)
- هنري كلاي على موقع إن إن دي بي (الإنجليزية)
- هنري كلاي على موقع ديسكوغز (الإنجليزية)